# Karl Deichgräber
Karl Marienus Deichgräber (Aurich, 10 de febrero de 1903 - Bovenden, distrito de Gotinga 16 de diciembre de 1984), fue un filólogo clásico alemán.

## Biografía
Karl Deichgräber estudió hasta 1922 en el Gymnasiym Ulricianum de Aurich. A partir de dicha fecha, estudió filología clásica, pero también otras asignaturas, en la Universidad de Gotinga; posteriormente, en la Universidad Humboldt de Berlín y en la Universidad de Münster, donde el filólogo Hermann Schöne le estimuló a concentrarse en la Historia de la medicina. En 1928, se doctoró en Münster con un trabajo sobre la escuela griega de médicos denominados empíricos. Volviendo a Berlín, Deichgräber se habilitó como profesor extraordinario en 1931, con una investigación sobre los libros I y III de las Epidemias de Hipócrates. En 1935 fue llamado como profesor extraordinario de Helenística a la Universidad de Marburgo; tres años después sucedió a Max Pohlenz en Gotinga; de 1939 a 1945 también prestó servicios allí como decano de la Facultad de Filosofía. Rechazó llamadas a Graz, Wurzburgo y Fráncfort.
El 25 de enero de 1946, Deichgräber fue destituido de su cargo, lo cual él sintió durante toda su vida como profundamente injusto. En 1951 se le rehabilitó parcialmente como «profesor de reciclaje» (Professor zur Wiederverwendung); pero solo en 1957 de nuevo obtuvo su antiguo empleo como profesor ordinario de filología clásica, tras pasar a emérito el profesor Kurt Latte, que había sido expulsado por los nacionalsocialistas, pero había regresado a Gotinga. Desde entonces, Deichgräber enseñó en Gotinga hasta hacerse emérito en abril de 1968. Su sucesor fue Klaus Nickau.

## Obras (selección)
- Die griechische Empirikerschule: Sammlung der Fragmente und Darstellung der Lehre. Berlín, 1930 (tesis doctoral, Münster 1928; reimpr. Berlín, 1965).
- Die Epidemien und das Corpus Hippocraticum: Voruntersuchungen zu einer Geschichte der koischen Ärzteschule. Berlín 1933 (reimpr. Berlín, 1971).
- Hippokrates über Entstehung und Aufbau des menschlichen Körpers (Peri sarkon). In Gemeinschaft mit den Mitgliedern des philologischen Proseminars Berlin. Mit einem sprachwissenschaftlichen Beitrag von Eduard Schwyzer. Leipzig, 1935.
- Die Lykurgie des Aischylos: Versuch einer Wiederherstellung der Dionysischen Tetralogie. Gotinga, 1939 (reimpr. de la Gesellschaft der Wissenschaften zu Göttingen, Philol.-histor. Kl. Fachgruppe 1, Altertumswissenschaft. Neue Folge, tomo 3, Nº 6).
- Die Perser des Aischylos. Gotinga, 1941 (reimpr. de la Akademie der Wissenschaften in Göttingen. Philol.-histor. Kl., Jahrg. 1941, Nr. 8).
- «Eleusinische Frömmigkeit und homerische Vorstellungswelt im homerischen Demeterhymnus». Maguncia, 1950 (Abh. der Akad. d. Wiss. & Lit. Geistes- und Sozialwiss. Kl., Jahrg. 1950, Nr. 6).
- «Professio medici: zum Vorwort des Scribonius Largus». Maguncia 1950 (Abh. der Akad. d. Wiss. & Lit. Geistes- und Sozialwiss. Kl., Jahrg. 1950, Nr. 9).
- Der listensinnende Trug des Gottes: vier Themen des griechischen Denkens. Gotinga, 1952.
- «Natura varie ludens: ein Nachtrag zum griechischen Naturbegriff». Maguncia, 1954 (Abh. der Akad. d. Wiss. & Lit. Geistes- und Sozialwiss. Kl., Jahrg. 1954, Nr. 3).
- Der hippokratische Eid. Stuttgart, 1955 (4ª edic. ampliada, 1983).
- «Parabasenverse aus Thesmophoriazusen II des Aristophanes bei Galen». Berlín, 1956 (Sitzungsber. d. Dt. Akad. d. Wiss. zu Berlin. Kl. für Sprachen, Literatur u. Kunst, Jahrg. 1956, Nr. 2).
- «Galen als Erforscher des menschlichen Pulses: ein Beitrag zur Selbstdarstellung des Wissenschaftlers (De dignotione pulsuum I 1)». Berlín, 1957 (Sitzungsber. d. Dt. Akad. d. Wiss. zu Berlin. Kl. für Sprachen, Literatur u. Kunst, Jahrg. 1956, Nr. 3).
- «Parmenides' Auffahrt zur Göttin des Rechts: Untersuchungen zum Prooimion seines Lehrgedichts». Maguncia, 1958 (Abh. der Akad. d. Wiss. & Lit. Geistes- und Sozialwiss. Kl., Jahrg. 1958, Nr. 11).
- Con Fridolf Kudlien y Franz Pfaff: Galens Kommentare zu den Epidemien des Hippokrates. Berlín, 1960.
- «Rhythmische Elemente im Logos des Heraklit». Maguncia, 1963 (Abh. der Akad. d. Wiss. & Lit. Geistes- und Sozialwiss. Kl., Jahrg. 1962, Nr. 9).
- «Die Musen, Nereiden und Okeaninen in Hesiods Theogonie. Mit einem Nachtrag zu Natura varie ludens». Maguncia, 1965 (Abh. der Akad. d. Wiss. & Lit. Geistes- und Sozialwiss. Kl., Jahrg. 1965, Nr. 4).
- «Medicus gratiosus: Untersuchungen zu einem griechischen Arztbild, mit dem Anhang Testamentum Hippocratis und Rhazes' De indulgentia medici». Maguncia 1970 (Abh. der Akad. d. Wiss. & Lit. Geistes- und Sozialwiss. Kl., Jahrg. 1970, Nr. 3).
- Charis und Chariten, Grazie und Grazien. Múnich, 1971.
- Aretaeus von Kappadozien als medizinischer Schriftsteller. Berlín, 1971.
- «Der letzte Gesang der Ilias». Maguncia. 1972 (Abh. der Akad. d. Wiss. & Lit. Geistes- und Sozialwiss. Kl., Jahrg. 1972, Nr. 5).
- «Hippokrates' De humoribus in der Geschichte der griechischen Medizin». Maguncia. 1972 (Abh. der Akad. d. Wiss. & Lit. Geistes- und Sozialwiss. Kl., Jahrg. 1972, Nr. 14).
- «Pseudhippokrates' Über die Nahrung: Text, Kommentar und Würdigung einer stoisch-heraklitisierenden Schrift aus der Zeit um Christi Geburt». Maguncia, 1973 (Abh. der Akad. d. Wiss. & Lit. Geistes- und Sozialwiss. Kl., Jahrg. 1973, Nr. 3).
- «Die Persertetralogie des Aischylos: mit einem Anhang, Aischylos' Glaukos Pontios u. Leon», Maguncia, 1974 (Abh. der Akad. d. Wiss. & Lit. Geistes- und Sozialwiss. Kl., Jahrg. 1974, Nr. 4).
- «Die Patienten des Hippokrates: historisch-prosopographische Beiträge zu den Epidemien des Corpus Hippocraticum». Maguncia, 1982 (Abh. der Akad. d. Wiss. & Lit. Geistes- und Sozialwiss. Kl., Jahrg. 1982, Nr. 9).
- «Das Ganze-Eine des Parmenides: fünf Interpretationen zu seinem Lehrgedicht». Maguncia, 1983 (Abh. der Akad. d. Wiss. & Lit. Geistes- und Sozialwiss. Kl., Jahrg. 1983, Nr. 7).